# Novialoidea
Novialoidea („nová křídla“) je klad (přirozená vývojová skupina) ptakoještěrů z kladu Macronychoptera. Zástupci této velké skupiny pterosaurů se objevili v období rané jury (asi před 182 miliony let) a přežili až do nejpozdnější křídy (asi před 66 miliony let). Jejich fosilie už byly objeveny na všech kontinentech s výjimkou Antarktidy.

## Historie

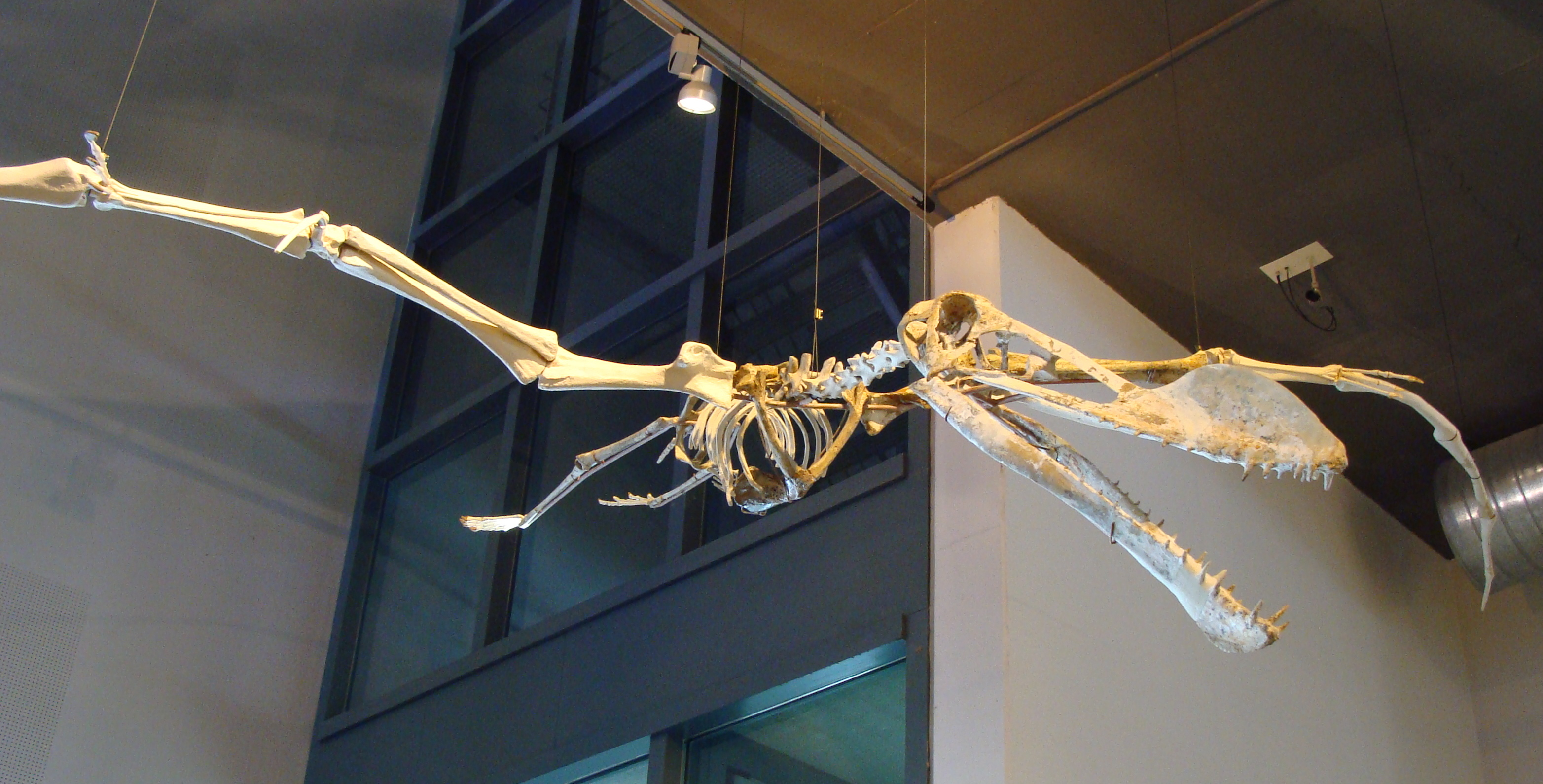
Maaradactylus spielbergi, zástupce skupiny.

Tento taxon stanovil brazilský geolog a paleontolog Alexander Wilhelm Armin Kellner v odborné práci, publikované v roce 2003. Klad definoval jako posledního společného předka rodů Campylognathoides a Quetzalcoatlus a všechny jejich evoluční potomky. Mladším synonymem je taxon „Lonchognatha“, stanovený ve stejném roce britským paleontologem Davidem Unwinem (dokonce publikovaný ve stejném periodiku, ale o několik desítek stránek dál).

## Systematika
- Campylognathoididae
  - Bergamodactylus
  - Campylognathoides
- Breviquartossa
  - Rhamphorhynchidae
  - Pterodactylomorpha
    - Sordes
    - Allkaruen
    - Monofenestrata[6]